# Universidad Andina Néstor Cáceres Velásquez
La Universidad Andina Néstor Cáceres Velásquez de Juliaca, con licencia denegada por Sunedu, es una universidad privada ubicada en la ciudad de Juliaca, provincia de San Román, departamento de Puno, Perú. 
El 5 de marzo de 2020, la Superintendencia Nacional de Educación Superior (SUNEDU) denegó su licenciamiento debido al incumplimiento de diversas condiciones básicas de calidad especificadas en la ley universitaria. Por tal motivo, la universidad deberá cesar sus actividades en un plazo de 4 años y medio, contados a partir del semestre académico 2020-I.

## Historia

#### ANTECEDENTES
Precisando, fue en el año de 1965, cuando el móvil del siempre recordado proceso de profesionalización, se desarrolló tras la instalación de la UNSA-Filial en la ciudad de Juliaca, finalizó en el año 1969, con el cierre de la Filiales en el Perú gobierno militar.
Iniciando los 70, fue cuando se dispuso el funcionamiento, por cierto no fue nada formal, de la Universidad Peruana Tupac Amaru - (UPTA), cerrado en la misma.

#### CREACIÓN Y APERTURA
En enero de 1981, dentro de una nueva gestión el Alcalde Luis Cáceres Velásquez; el Inspector de Cultura y Educación de entonces, Periodista Colegiado, Abog. Braulio González Lima, encabezo la primera Comisión Multisectorial Provincial Pro-Universidad Privada, considerando que todos los propósitos de una Universidad Nacional habían fracasado y se encontraban muy lejos (imposible).  
En febrero de 1981, elaboró y finalmente presentó el Estudio y Proyecto para la creación de la Universidad Privada Andina ante la Comisión de Ciencia y Cultura de la Cámara de Diputados y con la bancada puneña, finalmente logra la presentación del Proyecto Ley de Creación de esta Universidad, fin de posibilitar su funcionamiento legal; Proyecto ley propuesto por los parlamentarios Pedro Cáceres Velásquez y Darío Surco Mamani, sustentado, por el primero de estos. El citado Proyecto de Ley fue entregado con fecha del 31 de mayo 1981 en la Cámara de Diputados en la Capital de la República.
Inició su funcionamiento el 23 de octubre del año 1981, surgieron gracias esforzado trabajo de la autoridades de Juliaca, tomando el nombre de uno hijos predilectos Dr. "Néstor Cáceres Velásquez".
La Ley que oficializó el funcionamiento de la Universidad, individualizada como persona jurídica de derecho privado iniciándose con las carreras profesionales de: Contabilidad, Ingeniería Civil, Administración de Empresas, Educación, Obstetricia y Derecho. La creación oficial se dio por Ley N.º 23738 de fecha 28 de diciembre de 1983, cuya  gestión determinada la aprobación y promulgación de dicha ley refrendada por el Presidente de la República Arq.Fernando Belaunde Terry. 
Posteriormente, con fecha de 11 de mayo de 1987, el Presidente de la República Dr.Alan García Pérez, promulga la Ley ampliatoria N.º 24661, incorporando las Carreras Profesionales de Ingeniería Mecánica Eléctrica e Ingeniería Industrial.
La institucionalización definitiva luego de ser evaluada por la Asamblea Nacional de Rectores, ha sido aprobada mediante la Resolución (N.º 1287-92- ANR) Asamblea Nacional de Rectores.   
La Universidad Andina cuenta, actualmente con 7 facultades divididas en 26 Escuelas Profesionales, todas las facultades ofrecen tanto programas de pregrado como de postgrado. Cuenta además con diversas instituciones y dependencias, como su Instituto de Idiomas y de Informática entre otros.

## Organización

### Rectores
Coronado los esfuerzos de Autoridades y Comunidad Universitaria, la Asamblea Nacional de Rectores, otorga la autorización de funcionamiento definitivo la Universidad, disponiendo constituya sus Órganos de Gobierno previstas en la Ley Universitaria N.º 23733. En julio de 1992, luego de su institucionalización final, la Universidad, se eligió democráticamente a sus autoridades y órganos de gobierno, resultado primer Rector el Ing. Lucas Coaquira Cano. 
| RECTORES de la UANCV           |
| ------------------------------ |
| Ing. Lucas Coaquira Cano       |
| Mag. Germán Rivera Olivera     |
| Prof. Gerardo Gallegos Sánches |
| Dr. Fredy Andía Angulo         |
| M. Sc. Juan Luque Mamani       |
| Dr. Julio Huamán Meza          |
| Abog. Ricardo Cuba Salerno     |
| Dr. Leopoldo Cari Ortiz        |
| Ing. Juan Benites Noriega      |
| Dr. Felix Ochatoma Paravicino  |

## Educación
Actualmente, la Universidad tiene siete facultades académicas, 26 escuelas profesionales en el pregrado; programas de segundas especializaciones, diplomados, maestrías y doctorados; en las sedes principales y sedes itinerantes. El ingreso a la universidad se logra mediante dos exámenes de selección por año; la oferta educativa de la UANCV en la actualidad es:
| N.º | FACULTAD                         | ESCUELAS |
| --- | -------------------------------- | --- |
| 1   | Ciencias Administrativas         | - Administración y Gestión Pública - Administración y Marketing - Administración en Turismo, Hotelería y Gastronomía - Administración y Negocios Internacionales                                                |
| 2   | Ciencias Contables y Financieras | - Contabilidad - Economía y Negocios Internacionales |
| 3   | Ciencias de la Educación         | - Educación |
| 4   | Ciencias Jurídicas y Políticas   | - Derecho |
| 5   | Ciencias de la Salud             | - Enfermería - Farmacia y Bioquímica - Medicina Humana - Obstetricia - Psicología - Tecnología Médica - Medicina Veterinaria Y Zootecnia - Odontología                                                          |
| 6   | Ingenierías y Ciencias Puras     | - Ingeniería Civil - Ingeniería Mecánica Eléctrica - Ingeniería Electrónica y Telecomunicaciones - Ingeniería Industrial - Ingeniería Mecatrónica - Arquitectura y Urbanismo - Ingeniería Sanitaria y Ambiental |
| 7   | Ingeniería de Sistemas           | - Ingeniería de Sistemas - Ingeniería Empresarial e Informática - Ingeniería de Seguridad y Gestión Minera |

### FILIALES
Hoy la Universidad Andina tiene tres sedes (Filiales) en la ciudades de Puno, Ilave y en Arequipa).

#### Filial Puno
| N.º | FACULTAD                         | ESCUELAS |
| --- | -------------------------------- | --- |
| 1   | Ciencias Administrativas         | - Administración y Gestión Pública - Administración y Marketing - Administración en Turismo, Hotelería y Gastronomía - Administración y Negocios Internacionales |
| 2   | Ciencias Contables y Financieras | - Contabilidad - Economía y Negocios Internacionales |
| 3   | Ciencias Jurídicas y Políticas   | - Derecho |
| 4   | Ciencias de la Salud             | - Enfermería - Obstetricia |
| 5   | Ingenierías y Ciencias Puras     | - Ingeniería Civil - Ingeniería Mecatrónica |
| 6   | Ingeniería de Sistemas           | - Ingeniería Sistemas |

#### Filial Arequipa
Creado el 13 de julio de 2006, por Resolución n.º 211-2006-CONAFU, autorizó el funcionamiento de la Filial de la Universidad ubicada en la ciudad, provincia y departamento de Arequipa con los siguientes programas: Derecho, Contabilidad, Ingeniería de Sistemas y Enfermería en el comienzo. Actualmente la Filial Arequipa-UANCV está con 12 carreras profesionales.
| N.º | FACULTAD                         | ESCUELA |
| --- | -------------------------------- | --- |
| 1   | Ciencias Administrativas         | - Administración y Marketing                                                                               |
| 2   | Ciencias Contables y Financieras | - Contabilidad                                                                                             |
| 3   | Ciencias de la Educación         | - Educación                                                                                                |
| 4   | Ciencias Jurídicas y Políticas   | - Derecho                                                                                                  |
| 5   | Ciencias de la Salud             | - Enfermería - Odontología - Psicología - Tecnología Médica                                                |
| 6   | Ingeniería de Sistemas           | - Ingeniería de Sistemas - Ingeniería Empresarial e Informática - Ingeniería de Seguridad y Gestión Minera |
| 7   | Ingeniería de Ciencias Puras     | - Ingeniería Civil                                                                                         |

#### Filial Ilave
| N.º | FACULTAD                         | ESCUELA                      |
| --- | -------------------------------- | ---------------------------- |
| 1   | Ciencias Administrativas         | - Administración y Marketing |
| 2   | Ciencias Contables y Financieras | - Contabilidad               |
| 3   | Ciencias Jurídicas y Políticas   | - Derecho                    |

## Denegamiento de Licencia
A inicio del año 2020, a través de la resolución 034-2020, la Superintendencia Nacional de Educación Superior Universitaria (SUNEDU) denegó la licencia institucional para el funcionamiento de la universidad, dicha medida estableció entre otros aspectos que la universidad no cumplió con las Condiciones Básicas de Calidad (CBC) de acuerdo a la actual ley universitaria.
A mediados del mismo año, la universidad presentó un recurso de reconsideración en contra de la resolución 034-2020 argumentando omisiones y procedimientos incompletos así como criterios cuestionables por parte de la SUNEDU el cual fue declarado INFUNDADO con fecha 29 de julio de 2020 con lo que se confirmó que la universidad debería cesar definitivamente sus labores académicas y administrativas en agosto del 2024, más adelante bajo el oficio 2228-2021-SUNEDU se establece como nueva fecha de cierre definitivo para el 31 de diciembre del 2024. 
En julio del 2024 las autoridades universitarias remiten la documentación necesaria a SUNEDU para solicitar una nueva fecha de cierre, misma que es otorgada en virtud de que la universidad viene cumpliendo con las obligaciones previstas para el cese de actividades académicas y administrativas por lo que a través del Oficio N° 044-2024-SUNEDU-DS-DIRESESU-UVE se le notifica que la nueva fecha de cierre definitivo será el 31 de diciembre del 2025.

## Resolución Judicial
El Décimo Tercer Juzgado Permanente Contencioso Administrativo de Lima ha declarado nulas las siguientes disposiciones emitidas por la SUNEDU: la Resolución del Consejo Directivo N° 092-2020-SUNEDU-CD, la Resolución N° 034-2020-SUNEDU-CD que deniega la licencia institucional a la Universidad Andina “Néstor Cáceres Velásquez” y el Informe Técnico de Licenciamiento N° 021-2020-SUNEDU-02-12.
La decisión judicial está contenida en la parte resolutiva de la Resolución N° 17, fechada el lunes 16 de diciembre del presente año. En dicha resolución, el Juzgado ordena retrotraer el procedimiento de licenciamiento de la Universidad Andina hasta los actuados del 1 de marzo de 2019 y ordena a la SUNEDU emitir un nuevo pronunciamiento sobre el desistimiento de filiales y programas, sustentado en el recurso de reconsideración presentado por la Universidad Andina.

## Rankings académicos
En los últimos años se ha generalizado el uso de rankings universitarios internacionales para evaluar el desempeño de las universidades a nivel nacional y mundial; siendo estos rankings clasificaciones académicas que ubican a las instituciones de acuerdo a una metodología científica de tipo bibliométrica que incluye criterios objetivos medibles y reproducibles, tomando en cuenta por ejemplo: la reputación académica, la reputación de empleabilidad para los egresantes, la citas de investigación a sus repositorios y su impacto en la web. Del total de 92 universidades licenciadas en el Perú, la Universidad Andina Néstor Cáceres Velásquez se ha ubicado regularmente dentro del tercio medio a nivel nacional en determinados rankings universitarios internacionales.